# Stazione di Nishi-Hiroshima
La stazione di Nishi-Hiroshima (西広島?, Nishi-Hiroshima-eki) è una stazione ferroviaria situata nel quartiere di Nishi-ku della città di Hiroshima, nella prefettura omonima in Giappone. Si trova lungo la linea principale Sanyō della JR West e fa parte dell'area urbana di Hiroshima.

## Linee e servizi
JR West
■ Linea principale Sanyō

## Caratteristiche
La stazione è dotata di un marciapiede laterale e uno a isola con tre binari in superficie. La stazione supporta la bigliettazione elettronica ICOCA ed è dotata di tornelli di accesso.
| 1 | ■ Linea principale Sanyō | per Miyajimaguchi, Iwakuni e Tokuyama |
| 2 | Binario di servizio      |                                       |
| 3 | ■ Linea principale Sanyō | per Hiroshima e Mihara                |

## Stazioni adiacenti
| «                      | Servizio                   | »                      |
| Linea principale Sanyō | Linea principale Sanyō     | Linea principale Sanyō |
| ---------------------- | -------------------------- | ---------------------- |
| Yokogawa               | Locale Rapido Tsūkin Liner | Shin-Inokuchi          |